# The Sea Nymphs

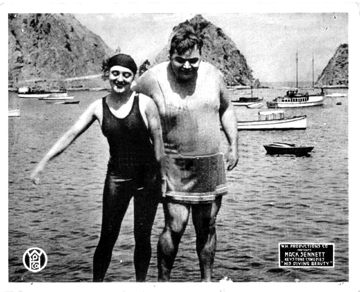
Mabel Normand et Roscoe 'Fatty' Arbuckle danse une scène du film.

The Sea Nymphs est un film américain réalisé par Fatty Arbuckle, sorti en 1914.

## Synopsis
Fatty, sa femme et sa belle-mère partent pour une excursion sur un ferry pour l'île Santa Catalina. Mabel et son père se trouvent sur le même bateau. Mabel et Fatty flirtent, et Fatty pousse son père par-dessus bord, le prenant pour un autre prétendant. Le bateau accoste, et ils se séparent. Mack Swain tente également de draguer Mabel. Ils vont louer des maillots de bain, Fatty enferme Mack dans une cabine d'essayage avec sa belle-mère. Fatty et Mabel donnent un gros poisson à manger à un phoque au bord de l'eau, puis partent plonger ensemble.

## Fiche technique
- Autres titres : Fatty et Ambroise aux bains de mer, Mabel et le cachalot, His Diving Beauty[2]
- Réalisation : Fatty Arbuckle
- Production : Mack Sennett
- Durée : 2 bobines[3]
- Date de sortie : 23 novembre 1914

## Distribution
- Roscoe 'Fatty' Arbuckle
- Mabel Normand
- Minta Durfee : la femme de de Fatty
- Charles Avery : le père de Mabel
- Ford Sterling : un homme à la plage
- Alice Davenport : la belle-mère de Fatty
- Al St. John
- Mack Swain

## Production
Le film a été tourné dans l'île Santa Catalina au large de Los Angeles, et un lion de mer nommé « Old Ben » apparaît dans le film,.